# Demokracja przemysłowa
Demokracja przemysłowa – mechanizm bezpośredniego lub pośredniego udziału pracowników w procesie zarządzania przedsiębiorstwem, forma demokracji w miejscu pracy. O ile w zarządzaniu partycypacyjnym pracownicy są słuchani i biorą udział w procesie decyzyjnym, o tyle w organizacjach stosujących demokrację przemysłową mają oni również ostateczną moc decyzyjną (decydują także o projektowaniu organizacyjnym i hierarchii). 

## Charakterystyka
W prawie spółek terminem powszechnie używanym jest współdecydowanie. Przykładowo, w Niemczech firmy zatrudniające ponad 2000 pracowników (lub ponad 1000 pracowników w przemyśle węglowym i stalowym) mają połowę swoich rad nadzorczych (które wybierają zarząd) wybieranych przez akcjonariuszy, a połowę przez pracowników.
Chociaż demokracja przemysłowa ogólnie odnosi się do modelu organizacyjnego, w którym miejsca pracy są kierowane bezpośrednio przez pracujących w nich ludzi w miejsce prywatnej lub państwowej własności środków produkcji, istnieją również reprezentatywne formy demokracji przemysłowej. Reprezentatywna demokracja przemysłowa obejmuje struktury decyzyjne, takie jak tworzenie komitetów i ciał konsultacyjnych w celu ułatwienia komunikacji między kierownictwem, związkami zawodowymi i personelem.
W miejscach pracy wprowadzanie obowiązkowych rad zakładowych i dobrowolnych systemów uczestnictwa pracowników (np. grup półautonomicznych) ma w krajach europejskich długą tradycję. W Polsce działają rady pracowników, ustanowione przez ustawę z dnia 7 kwietnia 2006 r. o informowaniu pracowników i przeprowadzaniu z nimi konsultacji (Dz.U. z 2006 r. nr 79, poz. 550). Rady pracowników powinny być tworzone u pracodawców, którzy prowadzą działalność gospodarczą i zatrudniają co najmniej 50 pracowników, z tym że w okresie przejściowym do 23 marca 2008 r. obowiązek ten ciążył tylko na tych, którzy zatrudniają co najmniej 100 pracowników. Obowiązek tworzenia rad nie dotyczy pracodawców publicznych: urzędów, szkół, służb mundurowych, sądów itp., a także przedsiębiorstw państwowych, mieszanych i państwowych instytucji filmowych, w których istnieją organy o podobnym charakterze, a których omawiana ustawa nie uchyliła.
W wielu krajach europejskich pracownicy firmy biorą udział w wyborach dyrektorów firm. W Niemczech prawo znane jest jako Mitbestimmungsgesetz z 1976. W Wielkiej Brytanii propozycja podobnego systemu z 1977 została nazwana Raportem Bullock.
W Polsce za zwiększeniem demokratycznych instytucji w miejscu pracy opowiadają się takie organizacje związkowe jak OPZZ Inicjatywa Pracownicza czy Ogólnopolskie Porozumienie Związków Zawodowych.

## Historia
Anarchistyczny myśliciel Pierre-Joseph Proudhon użył terminu „demokracja przemysłowa” w latach pięćdziesiątych XIX w., aby opisać wizję demokracji w miejscu pracy, którą po raz pierwszy przedstawił w latach czterdziestych XIX wieku w książce Czym jest własność? Lub dochodzenie w sprawie zasady prawa i rządu (kierownictwo „musi być wybierane spośród robotników przez samych robotników i musi spełniać warunki kwalifikowalności”). Tezę tę powtarzał w swoich późniejszych pracach, jak np. Ogólna idea rewolucji.
Pod koniec XIX w. i na początku XX w. demokracja przemysłowa, wraz z anarchosyndykalizmem i nowym unionizmem, reprezentowała jeden z dominujących tematów w rewolucyjnym socjalizmie i odgrywała znaczącą rolę w międzynarodowych ruchach robotniczych. Termin demokracja przemysłowa był również używany przez brytyjskich reformatorów socjalistycznych Sidneya i Beatrice Webb w swojej książce z 1897 Demokracja przemysłowa. Webbs używali tego terminu w odniesieniu do związków zawodowych i procesu rokowań zbiorowych. 
Robotnicy Przemysłowi Świata promują uzwiązkowienie przemysłowe, które zorganizowałoby wszystkich robotników, bez względu na ich umiejętności, płeć czy rasę, w jeden wielki związek podzielony na szereg wydziałów odpowiadających różnym gałęziom przemysłu. Związki przemysłowe byłyby zalążkiem przyszłej postkapitalistycznej produkcji. Kiedy już wystarczająco zorganizowane związki przemysłowe obaliłyby kapitalizm za pomocą strajku generalnego i kontynuowałyby produkcję poprzez przedsiębiorstwa prowadzone przez robotników, bez szefów i systemu płac. Związki anarchosyndykalistyczne, takie jak Krajowa Konfederacja Pracy, mają podobne środki i cele, ale organizują robotników w geograficznie oparte i sfederowane syndykaty, a nie związki przemysłowe.
W ramach Unii Europejskiej kładziony jest nacisk na negocjacje zbiorowe i konsultacje społeczne, w odróżnieniu np. do Stanów Zjednoczonych, gdzie przywiązuje się większą wagę do idei wolnego rynku. Demokracja przemysłowa w UE zmieniła się z biegiem czasu. W latach 90. była kojarzona z demokratyczną ekonomią społeczną.